# Maeline Mendy
Maeline Mendy (Nogent-sur-Marne, 26 de diciembre de 2006) es una futbolista francesa. Juega como centrocampista en el Olympique de Lyon de la Division 1 Féminine de Francia. Es internacional con la selección sub-17 de Francia.

## Trayectoria
Nacida en Nogent-sur-Marne, Mendy empezó a jugar al fútbol en el equipo masculino del AS Val-de-Fontenay. En 2017, se unió al RC Joinville, donde fue capitana del equipo masculino sub-14 antes de unirse a la cantera del Olympique de Lyon en 2022. Meses más tarde ganó el campeonato sub-19 con su nuevo equipo.

## Selección nacional
Mendy fue capitana de la selección sub-17 de Francia durante el Europeo Sub-17 de 2023. Marcó un hat-trick y dio dos asistencias contra Suiza en las semifinales, además de anotar un gol en la final para que las francesas ganaran la competición por primera vez en su historia. Con 5 tantos durante el campeonato, fue máxima goleadora junto a su compañera de equipo Liana Joseph y la española Vicky López.

## Clubes
| Club              | País    | Año             |
| ----------------- | ------- | --------------- |
| Olympique de Lyon | Francia | 2023 - presente |

## Palmarés

### Títulos nacionales
| Título     | Club       | País    | Año     |
| ---------- | ---------- | ------- | ------- |
| Division 1 | OL Lyonnes | Francia | 2023-24 |

### Títulos internacionales
| Título                               | Equipo  | Sede    | Año  |
| ------------------------------------ | ------- | ------- | ---- |
| Campeonato Europeo Sub-17 de la UEFA | Francia | Estonia | 2023 |

(*) Incluyendo la Selección

### Distinciones individuales
| Distinción                                                   | Año  |
| ------------------------------------------------------------ | ---- |
| Máxima Goleadora del Campeonato Europeo Sub-17 de la UEFA    | 2023 |
| Equipo del Torneo del Campeonato Europeo Sub-17 de la UEFA   | 2023 |
| Jugadora del Torneo del Campeonato Europeo Sub-19 de la UEFA | 2025 |
| Equipo del Torneo del Campeonato Europeo Sub-19 de la UEFA   | 2025 |